# Imada
L'imada ou secteur territorial est la plus petite division administrative de la Tunisie. Elle peut être assimilée à un secteur.
La Tunisie est divisée en 24 gouvernorats nommés d'après leur chef-lieu. Ces gouvernorats sont eux-mêmes divisés en délégations, elles-mêmes divisées en imadas. Ces dernières sont dirigées par des chefs de secteurs ou omda.
En 2023, le pays compte 2 085 imadas.

## Codification
Les secteurs sont identifiés au sein du Code géographique tunisien à six chiffres : les quatre premiers identifient la délégation et les deux derniers (formés d'un nombre allant de 51 à 99) identifient le secteur au sein de la délégation. Le numéro « 51 » est généralement attribué au secteur où se trouve l'omda (tête de secteur).